# Sérgio da Rocha

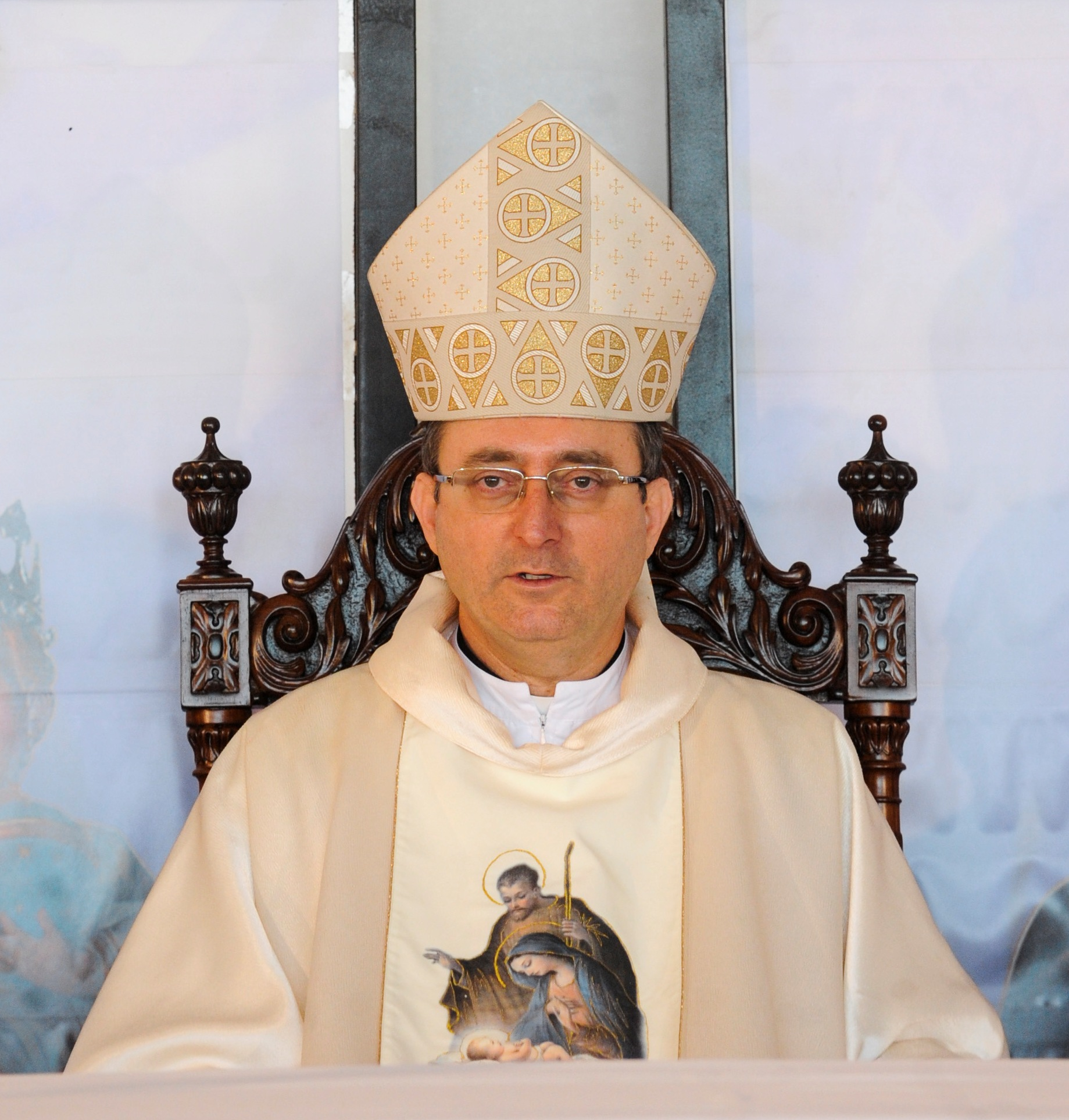
Erzbischof Sérgio da Rocha (2011)

Kardinalswappen

Sérgio Kardinal da Rocha (* 21. Oktober 1959 in Dobrada, Bundesstaat São Paulo) ist ein brasilianischer Geistlicher und römisch-katholischer Erzbischof von São Salvador da Bahia sowie Primas von Brasilien.

## Leben

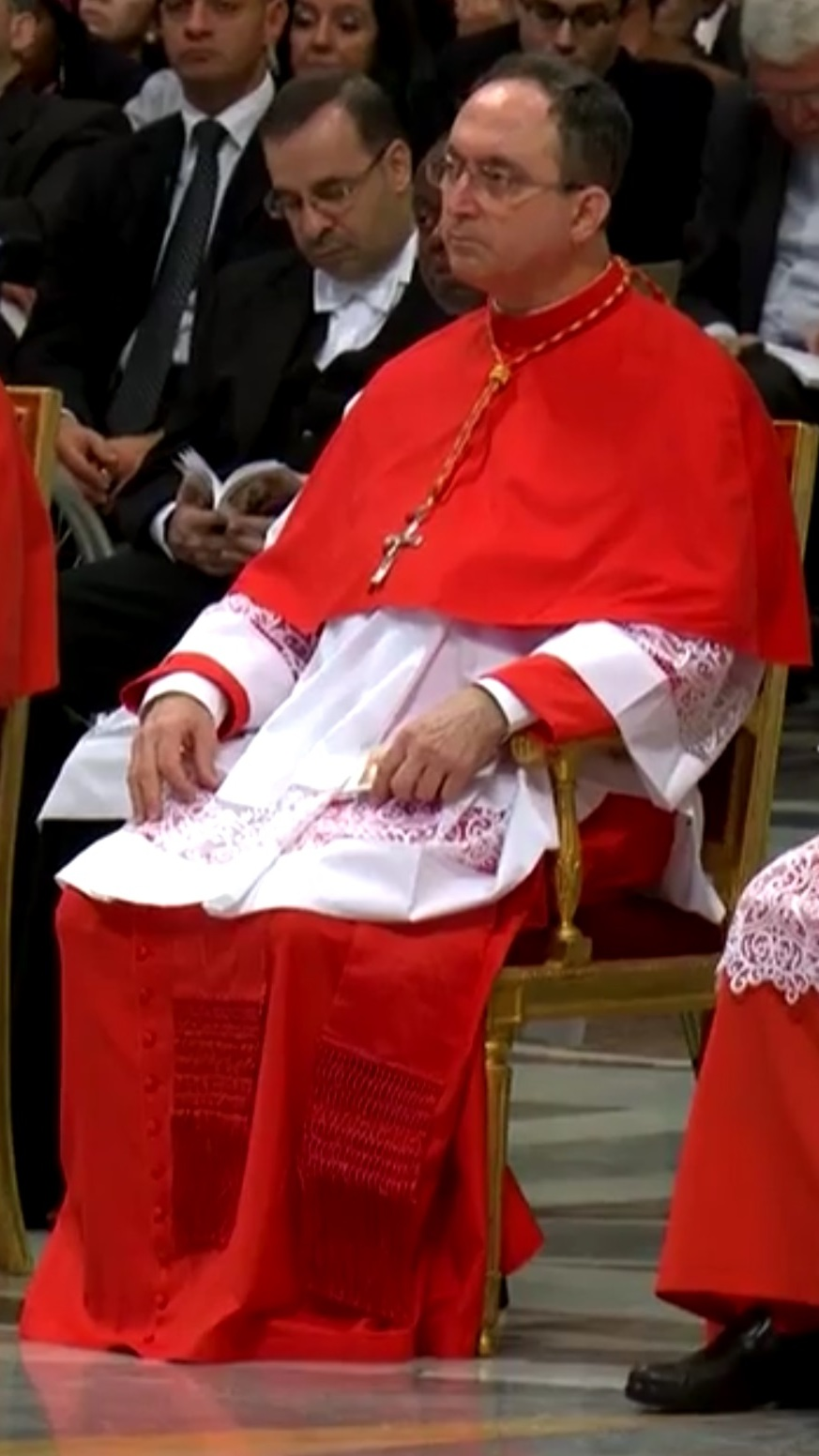
Erzbischof da Rocha bei seiner Kardinalserhebung im Petersdom (2016)

Sérgio da Rocha studierte Philosophie am Priesterseminar in São Carlos und Theologie an der Päpstlichen Katholischen Universität von Campinas. Am 14. Dezember 1984 empfing er durch den Bischof von São Carlos, Constantino Amstalden, das Sakrament der Priesterweihe. Im Januar 1997 erwarb er ein Doktorat in Moraltheologie an der Päpstlichen Lateranuniversität. Im Seminar des Bistums São Carlos war er zunächst Spiritual, später Professor und Rektor. Von 1989 bis 2001 war er zudem Professor für Moraltheologie an der Päpstlichen Katholischen Universität von Campinas.
Am 13. Juni 2001 ernannte ihn Papst Johannes Paul II. zum Titularbischof von Alba und bestellte ihn zum Weihbischof in Fortaleza. Der Erzbischof von Fortaleza, José Antônio Aparecido Tosi Marques, spendete ihm am 11. August desselben Jahres die Bischofsweihe; Mitkonsekratoren waren der Bischof von São Carlos, Joviano de Lima Júnior SSS, und der Bischof von Bragança Paulista, Bruno Gamberini.
Am 31. Januar 2007 ernannte ihn Papst Benedikt XVI. zum Koadjutorerzbischof von Teresina. Sérgio da Rocha wurde am 3. September 2008 in Nachfolge von Celso José Pinto da Silva, der aus Altersgründen zurücktrat, Erzbischof von Teresina. Am 15. Juni 2011 bestellte ihn Benedikt XVI. zum Erzbischof von Brasília.
Die brasilianischen Bischöfe wählten da Rocha am 20. April 2015 als Nachfolger Raymundo Kardinal Damasceno Assis’ zum Vorsitzenden der Brasilianischen Bischofskonferenz (CNBB). Seine Amtszeit endete am 6. Mai 2019 mit der Wahl von Walmor Oliveira de Azevedo, dem Erzbischof von Belo Horizonte, zu seinem Nachfolger.
Im Konsistorium vom 19. November 2016 nahm ihn Papst Franziskus als Kardinalpriester mit der Titelkirche Santa Croce in via Flaminia in das Kardinalskollegium auf. Die Besitzergreifung seiner Titelkirche fand am 29. April des folgenden Jahres statt.
Am 14. Januar 2017 berief ihn Papst Franziskus zum Mitglied der Päpstlichen Kommission für Lateinamerika. Am 18. November 2017 ernannte ihn der Papst zum Generalrelator für die 15. ordentliche Versammlung der Bischofssynode im Oktober 2018. Am 13. Juli 2019 ernannte ihn Papst Franziskus für fünf Jahre zum Mitglied der Kongregation für den Klerus und am 4. März 2021 zum Mitglied der Kongregation für die Bischöfe.
Am 11. März 2020 ernannte ihn Papst Franziskus zum Erzbischof von São Salvador da Bahia und damit verbunden zum Primas von Brasilien. Die Amtseinführung erfolgte am 5. Juni desselben Jahres.
Am 7. März 2023 wurde er von Papst Franziskus in den Kardinalsrat berufen. Nach dem Tod von Papst Franziskus nahm er am Konklave 2025 teil, das Leo XIV. wählte. Im Vorfeld der Wahl wurde er in Medien vereinzelt als möglicher Nachfolger von Franziskus genannt.